# サンタクロース (アリゾナ州)

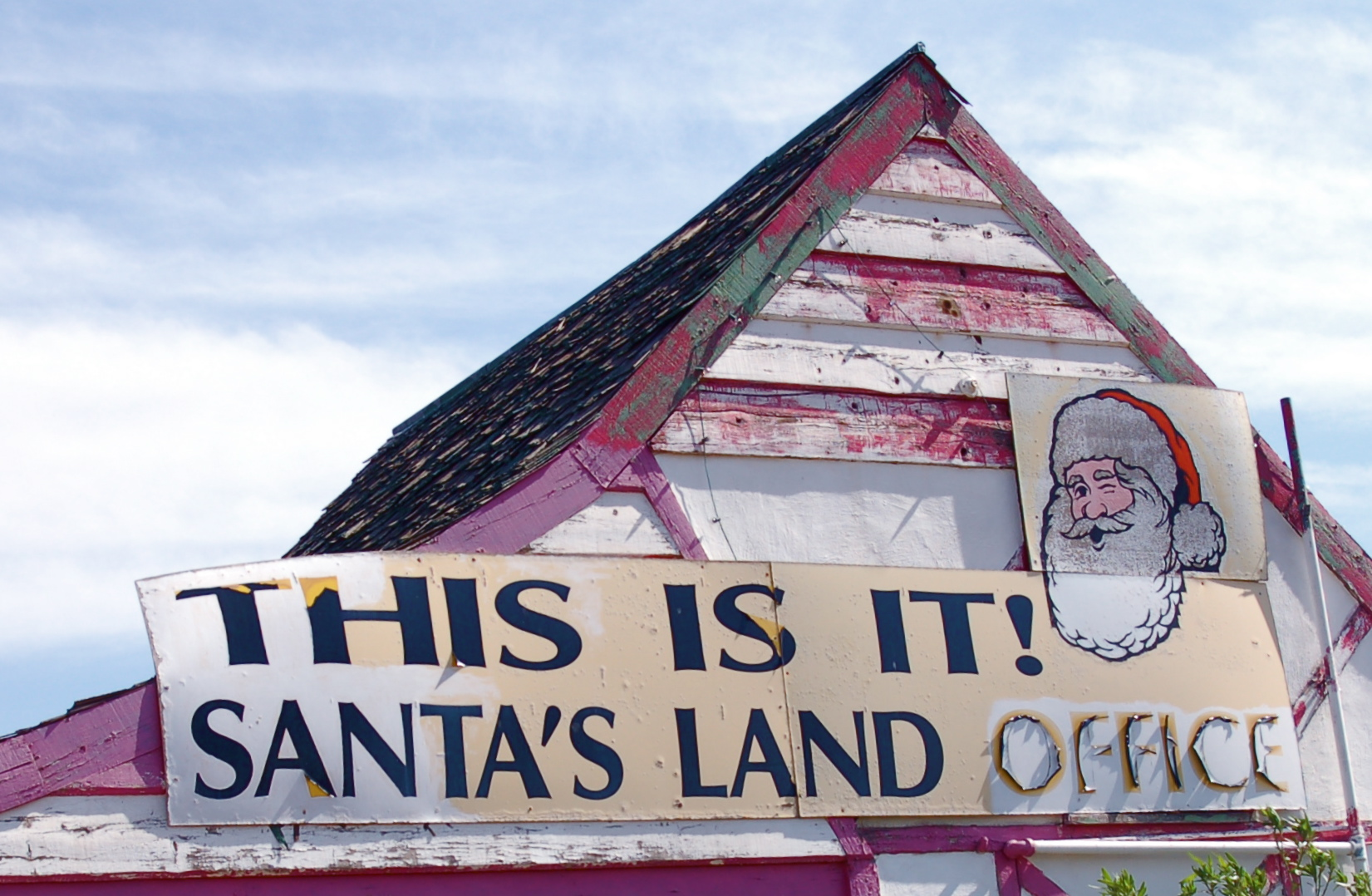
サンタクロースの売店の看板。「office」の文字は後付けである。

サンタクロース（英語: Santa Claus）は、アメリカ合衆国モハーヴェ郡のゴーストタウン。サンタクロースエーカーズ（Santa Claus Acres）とも呼ばれる。国道93号線沿いに位置し、57マイルと58マイルのマイルストーンの間、グラスホッパージャンクションの北にある。
1937年にサンタクロースのテーマパークとして設立され、1995年に閉鎖された。

## 歴史

### 建設

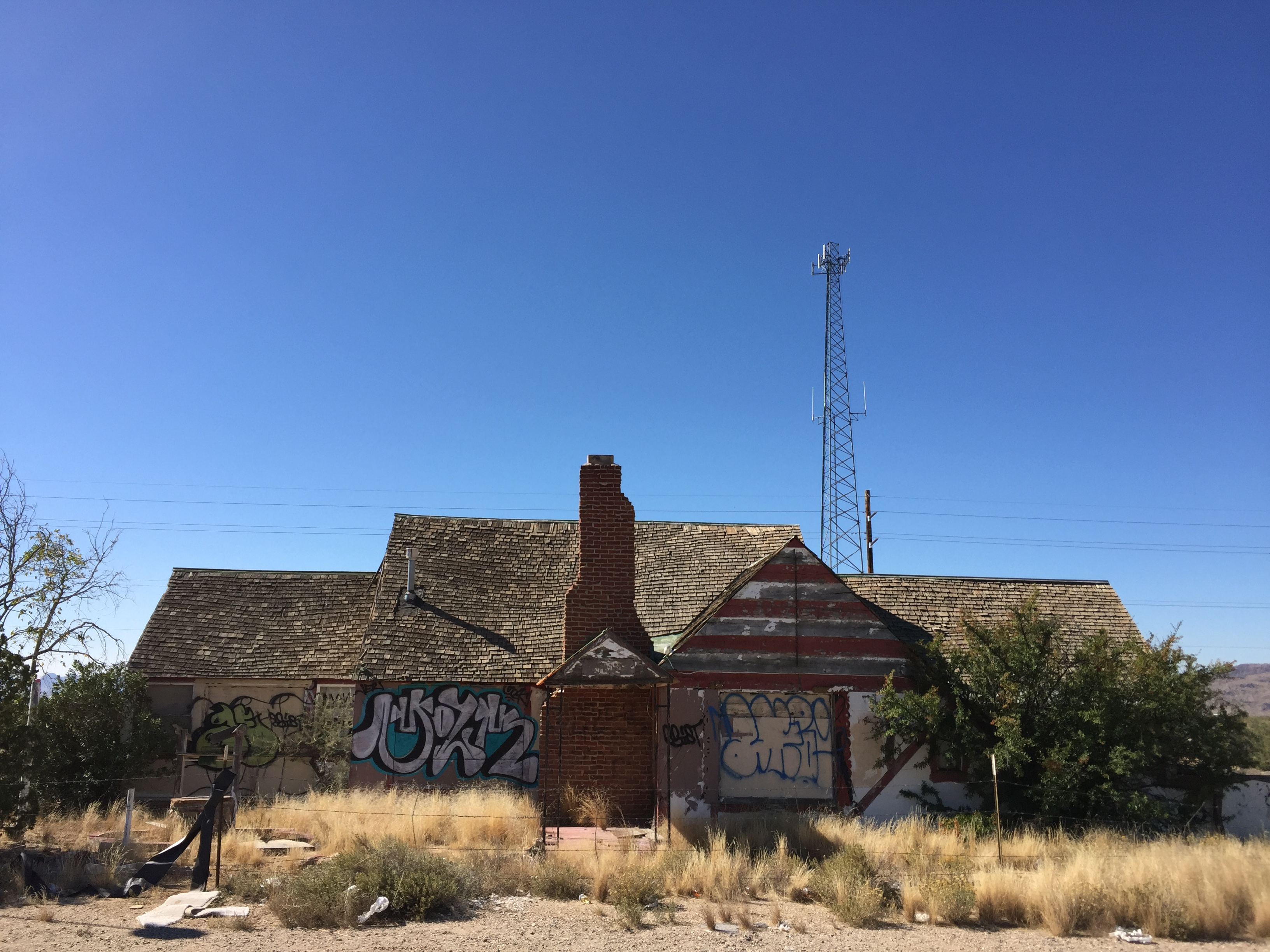
サンタクロース・インの廃墟（2017年撮影）

1937年、アリゾナ州キングマンでモーテルを経営していたニタ・タルボット（同名の女優とは異なる）によってサンタクロースは建設された。
街はクリスマス関連の建造物が並び、キット・カーソンゲストハウスはサンタクロース・インに改称した。子供はサンタクロース宛に手紙を送り、「サンタクロース」の消印が押された手紙を受け取った。1942年までに町は本格的な観光地となった。
タルボットの計画では、80エーカー（32ヘクタール）の範囲にサンタクロースをテーマとしたリゾートタウンを建設することであった。しかし、居住者は全員がサンタクロースで働く従業員であったため、実現することは無かった。タルボットは1949年に町を売却した。
1950年代、サンタクロース・インはクリスマスツリー・インに改称した。クリスマスツリー・インは料理評論家のダンカン・ハインズに「アリゾナ州道66号線沿いで最高の飲食店のひとつ」と高く評価された。実際には州道66号線から数マイル離れているが、取り上げられたことで話題を呼び、例えば女優のジェーン・ラッセルは1954年8月5日に友人20人を呼んで夕食会を開いた。同時期、サンタ通り、プランサー・ハイウェイなどの名前の通りで区割りし、住宅地として開発する計画が持ち上がった。
1961年、科学技術雑誌『ポピュラーメカニクス』にいくつかの広告が掲載され、サンタクロースは再度注目された。広告ではアリゾナ州サンタクロースの消印を押して再送するサービスが宣伝され、クリスマスの時期に喜ばれた。

### 衰退
1970年代に入るとサンタクロースの人気は衰えた。1970年代半ばに開発計画は終了し、ある時よりアリゾナ州の公式地図から抹消された。1983年7月、所有者のトニー・ウィルコックスは9万5千ドルで町全体を売りに出した。ウィルコックスは5万ドルのオファーを受けたが、サンタクロースの潜在的価値を確信しこれを断っている。
1988年、サンタクロースにはペパーミントキャンディを模した小さな建物が3軒建設された。またこの時点で町の売却価格は5万2500ドルまで値下げされていた。作家マーク・ワインガードナーは末期のサンタクロースを訪問し、当時の状況を『Elvis Presley Boulevard: From Sea to Shining Sea』に記した。
1990年代初めにダッシャー&ダンサーのオムレツやサンタクロースバーガーの提供が開始されたものの、1995年にギフトショップと子供向け娯楽施設は閉鎖された。
2003年時点でサンタクロースには5世帯10人が居住していたが、街の荒廃は進み2004年までに町を発見するのが困難な状態になった。2005年時点でサンタクロース宛の郵便物はインディアナ州のサンタクロースに転送されていた。
2006年、サンタクロースは放棄され、アメリカの失われたハイウェイの象徴になると報じられた。映像作家のマット・マコーミックは1956年当時の映像と2006年現在の映像を繋ぎ合わせた短編映画『Fifty Years Later』を制作、公開した。
2007年時点で町は売りに出されている。残っていた建物は朽ち果てるか、ヴァンダリズムの標的となっていたが、2022年初頭までに全て撤去された。